# Diego Luna (Fußballspieler, 2003)
Diego Ángel Luna (* 7. September 2003 in Sunnyvale, Kalifornien) ist ein US-amerikanisch-mexikanischer Fußballspieler.

## Karriere

### Verein
Von der Akademie der San José Earthquakes wechselte Luna im Herbst 2018 zur Barca Residency Academy USA. Im April 2021 bekam er einen Vertrag bei El Paso Locomotive und gab dort am 9. Mai 2021 sein Debüt in der USL Championship. Er gehörte zum Stammkader und erzielte in seinen 43 Einsätzen wettbewerbsübergreifend 13 Tore. Im Juni 2022 wechselte er in die MLS zum Franchise Real Salt Lake, wo er erstmalig am 16. Spieltag zur 88. Minute für Sergio Córdova eingewechselt wurde. Anfangs spielte er zudem noch ein paar Partien für die Real Monarchs in der MLS Next Pro.

### Nationalmannschaft
Ab November 2021 kam Luna für die US-amerikanische U20 zum Einsatz, in der er später auch im Kader bei der CONCACAF-Meisterschaft 2022 war. Bei dem Turniersieg des Teams kam er in jedem Spiel zum Einsatz und erzielte ein Tor und gab fünf Vorlagen. Danach spielte auch bei der Weltmeisterschaft 2023, wo er ein Tor erzielte sowie drei Vorlagen gab. Für ihn und seine Mannschaft war im Viertelfinale Schluss. Im März 2024 debütierte er für die U23.
Sein Debüt für die A-Nationalmannschaft gab er am 20. Januar 2024 bei einer 0:1-Freundschaftsspielniederlage gegen Slowenien, als er zur 77. Minute für Caleb Wiley eingewechselt wurde.